# Циклинзависимая киназа 2
Циклинзави́симая кина́за 2 (англ. cyclin-dependent kinase 2, Cdk2) — фермент, кодируемый  у человека геном CDK2.

## Функции
Белок, кодируемый этим геном, является циклинзависимой киназой, членом семейства Ser/Thr-протеинкиназ. Эта протеинкиназа весьма похожа на продукты генов cdc28 у дрожжей Saccharomyces cerevisiae, cdc2 у дрожжей Schizosaccharomyces pombe и человеческого гена Cdk1. Это каталитическая субъединица комплекса циклинзависимых киназ, активность которых приходится на G1- и S-фазы клеточного цикла и имеет важное значение для перехода из G1- в S-фазу. Cdk2 взаимодействует и регулируется субъединицами комплекса, включая циклин Е и циклин А. Циклин Е связывается с Cdk2 в фазе G1, что необходимо для перехода от G1- к S-фазе; при связывании необходим циклин А для прохождения S-фазы. Активность белка Cdk2 регулируется фосфорилированием. Известны два продукта альтернативного сплайсинга и несколько сайтов инициации транскрипции этого гена.
Роль этого белка в G1/S-переходе была недавно проверена: клетки, лишённые Cdk2, не имеют каких-либо проблем во время этого перехода.

## Ингибиторы
Известными ингибиторами CDK являются p21Cip1 (CDKN1A) и p27Kip1 (CDKN1B). Лекарства, которые ингибируют Cdk2 и блокируют клеточный цикл, такие как GW8510 и экспериментальное средство от рака селициклиб, могут уменьшить чувствительность эпителия ко многим клеточно-циклоактивным противоопухолевым агентам, и, следовательно, представляют собой вещества для профилактики алопеции, вызванной химиотерапией.

## Регуляция генов
В меланоцитах экспрессия гена CDK2 регулируется фактором транскрипции, связанным с микрофтальмией.

## Взаимодействия с другими белками
Циклинзависимая киназа 2, как было выявлено, взаимодействует с:
- BRCA1[11][12][13],
- CDK2AP1[англ.][14],
- CDKN1B[15][16][17][18][19],
- CDKN3[англ.][20][21][22],
- CEBPA[англ.][23],
- Циклин A1[24][25][26][27],
- Циклин Е1[28][29][30][31][15][32],
- FEN1[англ.][33],
- ORC1L[англ.][34],
- P21[29][35][22][19][36],
- PPM1B[англ.][37],
- PPP2CA[англ.][37],
- RBL1[28][38],
- RBL2[28][39] и
- SKP2[англ.][16][40][35].